# Wronka (województwo mazowieckie)
Wronka – wieś w Polsce położona w województwie mazowieckim, w powiecie żuromińskim, w gminie Lubowidz. Ma status sołectwa.
Wierni kościoła rzymskokatolickiego należą do parafii pw. św. Wawrzyńca w Starym Dłutowie.
W latach 1975–1998 miejscowość należała administracyjnie do województwa ciechanowskiego.